# Hans Langels
Hans Langels (* 26. Juni 1879 in Krefeld-Fischeln; † 15. Juli 1947 in Düsseldorf) war ein deutscher Justiz- und Polizeibeamter, Jurist und Polizeipräsident von Düsseldorf.

## Leben
Nach der Gymnasialzeit in Krefeld und Vechta studierte Hans Langels Rechtswissenschaften in Freiburg/Breisgau, München und Bonn. In Freiburg wurde er 1902 Mitglied der katholischen Studentenverbindung KDStV Ripuaria Freiburg im Breisgau im CV. Zudem wurde er Mitglied der KDStV Rheno-Franconia München und der KDStV Bavaria Bonn.
Nach Abschluss des Studiums begann Langels seine Karriere im staatsanwaltlichen Dienst. Diese Tätigkeit wurde von 1914 bis 1916 vom Kriegsdienst unterbrochen. Seit Oktober 1917 war er bei der Staatsanwaltschaft in Dortmund beschäftigt und ab 1920 als Landgerichtsdirektor beim Landgericht Berlin I. Langels trat der katholischen Zentrumspartei bei.

### Amtszeit in Düsseldorf
Mit einem Erlass vom 7. November 1925 wurde der Regierungsrat Helmut Oehler durch die preußische Staatsregierung „mit der einstweiligen Bearbeitung der Überleitungsgeschäfte zur Errichtung einer staatlichen Polizeiverwaltung in der Stadt Düsseldorf“ beauftragt. Die Stadt war seit dem Abzug französischer und belgischer Besatzungssoldaten (Ruhrbesetzung) im Jahre 1925 für die Schaffung eines staatlichen Polizeipräsidiums vorgesehen. Bis dahin unterstand die Polizei nicht dem preußischen Innenministerium, sondern der Kommune und dem Oberbürgermeister bzw. dessen Beigeordneten. Hans Langels wurde am 9. März 1926 mit der Verstaatlichung der Düsseldorfer Polizei beauftragt. Mit ihm wusste das Innenministerium einen überzeugten und zuverlässigen Demokraten und einen ausgewiesenen Verwaltungs- und Justizfachmann an der Spitze der neuen Behörde. Die Verstaatlichung wurde zum 1. Juli 1926 formalrechtlich vollzogen.
Zur verbesserten Öffentlichkeitsarbeit der Polizei gab Langels 1928 die Produktion des Werbefilms „Dienst am Volk“ in Auftrag, der zu großen Teilen in Düsseldorf gedreht wurde und die Ausbildung und alltägliche Tätigkeit der Schutzpolizei dokumentiert. Der Film hatte im Jahre 1930 Uraufführung. Außerdem wurde im Polizeipräsidium an der Mühlenstraße 29 ein kleines Kriminal- und Polizeimuseum eingerichtet und mehrfach ein „Tag der deutschen Polizei“ durchgeführt. Reichsweit geriet Langels’ Dienststelle 1929 und 1930 in die Schlagzeilen, weil der Massenmörder Peter Kürten in der Stadt sein Unwesen trieb und erst nach langen und intensiven Ermittlungen durch die Düsseldorfer Kripo, unterstützt durch Fahnder des Berliner Präsidiums, etwa Ernst Gennat, und des Innenministeriums im Mai 1930 gestellt werden konnte. In Langels Amtszeit fielen auch die offenen Gewaltakte und Unruhen zwischen Anhängern der NSDAP und der KPD am Ende der Weimarer Republik. 1929 war Langels gemeinsam mit dem preußischen Innenminister Albert Grzesinski (SPD) bei der Grundsteinlegung des neuen Polizeipräsidiums am Kavallerieplatz (heute Jürgensplatz) dabei. Der Bau konnte erst vier Jahre später vollendet werden; die Polizei begann mit dem Umzug im Winter 1933/1934.

### Entlassung
Am 29. April 1933 wurde Langels durch die nationalsozialistischen Machthaber mit sofortiger Wirkung beurlaubt, mit Beschluss des preußischen Staatsministeriums vom 5. Mai 1933 in den einstweiligen Ruhestand und schließlich am 3. Oktober 1933 nach § 6 des Gesetzes zur Wiederherstellung des Berufsbeamtentums zum 1. Februar 1934 in den Ruhestand versetzt. Sein Nachfolger wurde schon am 1. Mai 1933 der SS-Gruppenführer und NSDAP-Reichstagsabgeordnete Fritz Weitzel. Zwischen 1940 und 1945 arbeitete Langels noch zeitweise für die Bezirksregierung Düsseldorf.
Hans Langels verstarb am 15. Juli 1947 in Düsseldorf und wurde in seinem Geburtsort beigesetzt.